# Mon coeur s'ouvre à ta voix
Mon coeur s'ouvre à ta voix (El meu cor s'obre a la teva veu) és una ària, per a mezzosoprano dramàtica, de la popular òpera Samson et Dalila de Camille Saint-Saëns. La canta Dalila a l'Acte II, quan tracta de seduir Samsó per tal que li reveli el secret del seu poder. En la versió actual de l'òpera, Dalila respon a les paraules de Samsó: Dalila! Dalila! Je t'aime!, que repeteix entre el primer i el segon vers de l'ària.

## Lletra de l'ària

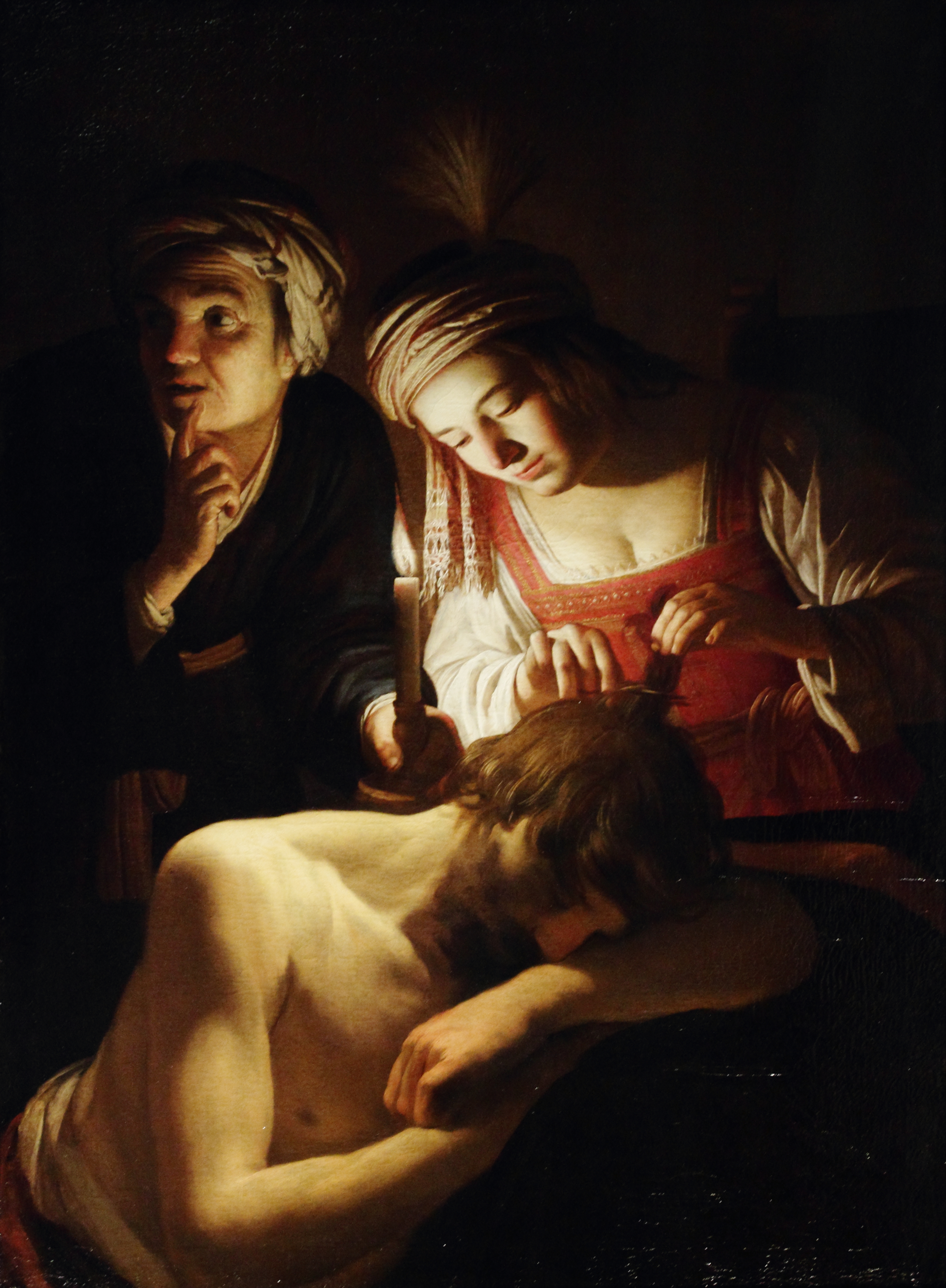
Samsó i Dalila,
Gerard van Honthorst, 1615

| Mon cœur s'ouvre à ta voix, Comme s'ouvrent les fleurs Aux baisers de l'aurore ! Mais, ô mon bien-aimé, Pour mieux sécher mes pleurs, Que ta voix parle encore ! Dis-moi qu’à Dalila Tu reviens pour jamais, Redis à ma tendresse Les serments d'autrefois, Ces serments que j’aimais ! Ah! réponds à ma tendresse ! Verse-moi, verse-moi l'ivresse ! Ainsi qu’on voit des blés Les épis onduler Sous la brise légère, Ainsi frémit mon cœur, Prêt à se consoler, À ta voix qui m’est chère ! La flèche est moins rapide A porter le trépas, Que ne l'est ton amante A voler dans tes bras ! Ah ! réponds à ma tendresse ! Verse-moi, verse-moi l'ivresse ! | El meu cor s'obre a la teva veu, com s'obren les flors als petons de l'albada! Però, oh estimat meu, per assecar millor les meves llàgrimes, que la teva veu segueixi parlant! Digues que a Dalila retornes per sempre, Torna a dir a la meva tendresa les promeses d'altres temps, els juraments que estimava! Ah! respon a la meva tendresa! Inunda’m, aboca sobre meu l'embriaguesa! Tal com es veuen onejar les espigues del blat sota la brisa lleugera, així tremola el meu cor, a punt per a esser consolat, per la teva veu tan estimada! Es menys ràpida la fletxa per dur la mort, Que la teva estimada Per volar cap els teus braços! Ah! respon a la meva tendresa! Inunda’m, aboca sobre meu l'embriaguesa! |